# Sofia Ennaoui
Sofia Ennaoui, född 30 augusti 1995, är en polsk medeldistanslöpare. 
Hon har blivit polsk mästare utomhus sex gånger (1 500 meter 2015, 2017, 2018, 2019, 2020 och 2022) samt polsk mästare inomhus fyra gånger (1 500 meter 2015, 2018 och 2019 samt 3 000 meter 2017).

## Karriär
I februari 2023 vid en tävling i Birmingham noterade Ennaoui ett nytt polskt inomhusrekord på 1 000 meter efter ett lopp på 2 minuter och 35,69 sekunder. Följande månad vid inomhus-EM i Istanbul tog hon brons på 1 500 meter efter ett lopp på personbästat 4 minuter och 4,06 sekunder.

## Personliga rekord
| Utomhus - 800 meter – 1.58,98 (Chorzów, 5 juni 2022) - 1 000 meter – 2.32,30 (Monaco, 14 augusti 2020) 0NR0 - 1 500 meter – 3.59,70 (Chorzów, 6 september 2020) - 1 engelsk mil – 4.23,34 (London, 22 juli 2018) - 3 000 meter – 8.59,44 (Sotteville-lès-Rouen, 14 juni 2014) 0NRJ0 | Inomhus - 800 meter – 2.00,40 (Toruń, 6 februari 2019) - 1 000 meter – 2.35,69 (Birmingham, 25 februari 2023) 0NR0 - 1 500 meter – 4.04,06 (Istanbul, 4 mars 2023) - 1 engelsk mil – 4.30,43 (Stockholm, 17 februari 2016) - 3 000 meter – 8.45,29 (Birmingham, 18 februari 2017) |